# Pteraster
Pteraster és un gènere d'estrelles de mar (Asteroidea) de l'ordre dels espinulòsides. La majoria d'espècies viuen en aigües fredes (des de l'Àrtida fins a l'Antàrtida), així com a la zona abissal.

## Descripció i característiques
Es tracta d'estrelles sub-pentagonals de mida mitjana i amb 5 braços triangulars còncaus. Es caracteritzen per la seva capacitat de produir un gruix mucus defensiu, que repel·leix depredadors com ara les estrelles carnívores del gènere Solaster. El seu cos és suau, aplanat i està equipat al centre del disc central amb un òrgan de vàlvula anomenat osculum.

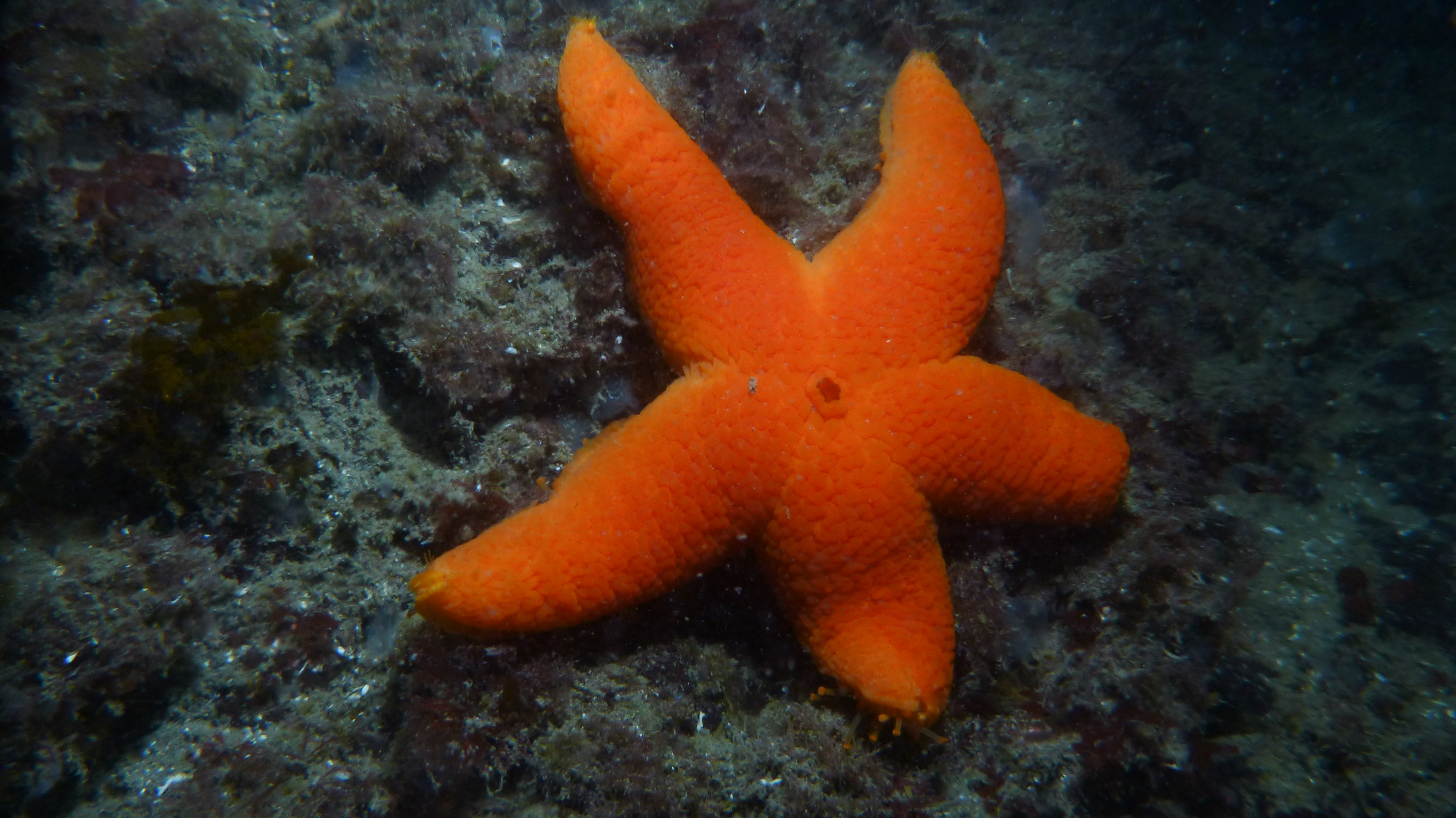
Pteraster militaris
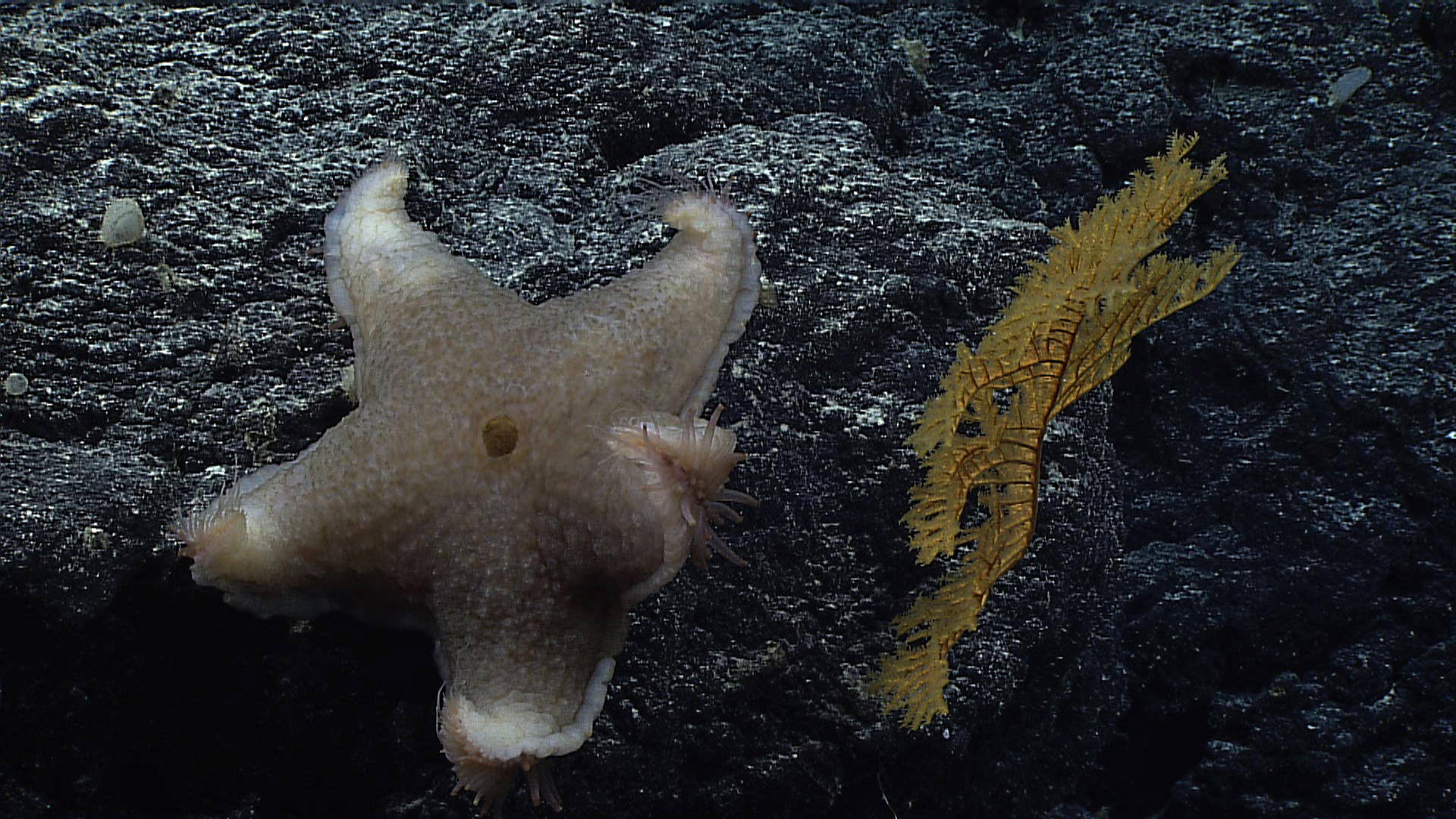
Pteraster reticulatus
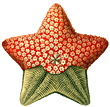
Pteraster stellifer : vista dorsal (vermella) i ventral (marró)
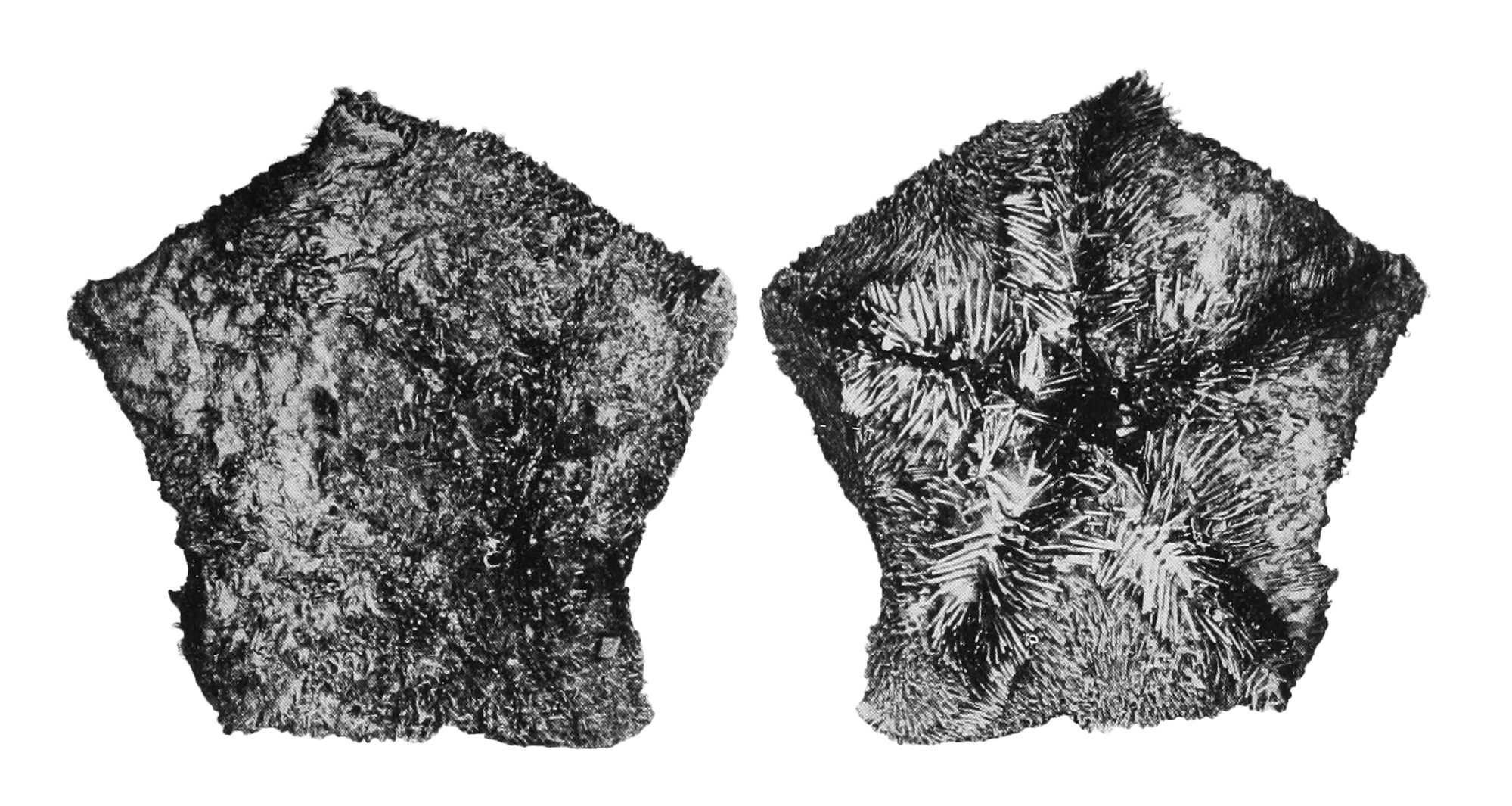
Pteraster tetracanthus

## Llista d'espècies
Segons World Register of Marine Species (WoRMS ; Registre Mundial d'Espècies Marines) (4 de juliol de 2014)
- Pteraster abyssorum (Verrill, 1895)
- Pteraster acicula (Downey, 1970)
- Pteraster affinis Smith, 1876
- Pteraster alveolatus Perrier, 1894
- Pteraster bathami Fell, 1958
- Pteraster capensis Gray, 1847
- Pteraster caribbaeus Perrier, 1881
- Pteraster corynetes Fisher, 1916
- Pteraster coscinopeplus Fisher, 1910
- Pteraster diaphanus (Ludwig, 1905)
- Pteraster educator Djakonov, 1958
- Pteraster flabellifer Mortensen, 1933
- Pteraster florifer Koehler, 1920
- Pteraster fornicatus Mortensen, 1933
- Pteraster gibber (Sladen, 1882)
- Pteraster hastatus Mortensen, 1913
- Pteraster hirsutus (Sladen, 1882)
- Pteraster hymenasteroides Djakonov, 1958
- Pteraster hystrix Harvey, 1989
- Pteraster ifurus Golotsvan, 1998
- Pteraster inermis Perrier, 1888
- Pteraster jordani Fisher, 1905
- Pteraster koehleri A.M. Clark, 1962
- Pteraster marsippus Fisher, 1910
- Pteraster militarioides H.L. Clark, 1941
- Pteraster militaris (O.F. Müller, 1776)
- Pteraster minutus Djakonov, 1958
- Pteraster multiporus H.L. Clark, 1908
- Pteraster obesus H.L. Clark, 1908
- Pteraster obscurus (Perrier, 1891)
- Pteraster octaster Verrill, 1909
- Pteraster personatus Sladen, 1891
- Pteraster pulvillus (M. Sars, 1861)
- Pteraster reticulatus Fisher, 1906
- Pteraster robertsoni McKnight, 1973
- Pteraster rugatus Sladen, 1882
- Pteraster rugosus H.L. Clark, 1941
- Pteraster solitarius Djakonov, 1958
- Pteraster spinosissimus (Sladen, 1882)
- Pteraster stellifer Sladen, 1882
- Pteraster temnochiton Fisher, 1910
- Pteraster tesselatus Ives, 1888
- Pteraster tetracanthus H.L. Clark, 1916
- Pteraster texius Golotsvan, 1998
- Pteraster trigonodon Domantay, 1969
- Pteraster trigonodon Fisher, 1910
- Pteraster uragensis Hayashi, 1940
- Pteraster willsi Clark & Jewett, 2011